# Le Pont des Arts, Paris
Le Pont des Arts, Paris est une peinture de paysage urbain réalisée en 1826 par l'artiste britannique Richard Parkes Bonington. Il représente une scène à Paris sous la Restauration. Le pont des Arts sur la Seine, construit à l'époque napoléonienne, constitue le centre de la veduta,.

## Histoire
Parkes Bonington était un artiste britannique ayant vécu quelque temps en France. Il a réalisé un certain nombre de paysages, surtout de France et d'Italie, avant de mourir de la tuberculose, à l'âge de 25 ans. Il s'est tourné vers la peinture de scènes de Paris assez tard dans sa carrière. Cette œuvre, une esquisse à l'huile, a été peinte quelques années avant sa mort. Elle fait partie de la collection de la Tate Britain à Londres, qui l'a acquise en 1961.